# Душан Борковић
Душан Борковић (Панчево, 16. септембар 1984) је српски аутомобилиста.
Највиши је професионални аутомобилиста на свету са висином од 207 cm. Душанов отац Јован је био двоструки шампион СФРЈ у мото тркама и шампион бивше Југославије у тркама камиона седамдесетих и деведесетих година 20. века. Душан је аутомобилизмом почео да се бави 1994. године. Први Србин шампион Европе у аутомобилизму у ФИА Европском брдском првенству 2012, трећепласирани у Европском купу туринг аутомобила 2013. и први Србин који се такмичи у најпрестижнијем светском такмичењу на кружним стазама - Светском шампионату туринг аутомобила (WTCC) у класи ТC1. Поред поменутих европских освојио је и дванаест националних шампионских титула, три златне и једну Дијамантску кацигу. Најмлађи је добитник ове награде у историји аутомобилизма. Од 2012. године ожењен је Андријаном Борковић.

## Домаћи шампионати
Душан од 1994. до 2000. године вози картинг. Шест година за редом је био првак Југославије. Иако је 1994. године поломио обе руке када се испревртао, то га није омело у даљем такмичењу и постизању изванредних резултата. 1999. године је умало остао без десне руке када му је потпала под точак на трци у Мађарској, али је успео да се опорави и настави своју професионалну каријеру.
2001. године прелази у „мали Н“ у коме се вози Југо. Следеће године је био вицешампион тог такмичења уз прву победу на стази „Ушће“ у Београду.
Годину дана касније прешао је у најпопуларнију класу у домаћем шампионату – „Националну класу – хибрид“. Сезону је завршио као трећи у генералном пласману, а већ следеће године је био вицешампион.
У периоду од 2004. до 2008. године, имао је највише победа у историји „Националне класе“. 2007. године возио је и брдске трке и постигао рекорде стазе на свих осам трка.
2010. године је био шампион Србије на брдским стазама (Mitsubishi Lancer Evo 9). Учествовао је на Србија релију и Истра релију.

## Европски шампионати
Године 2011, Душан Борковић је први пут наступио у Европи. Одабрао је FIA European Hill Climb Championship и постао први српски такмичар који се окушао у целом шампионату. Већ на првој трци у Рецхбергу у Аустрији, освојио је прво место и направио рекорд стазе. Од укупно дванаест трка, учествовао је на девет. На четири стазе је поставио брзински рекорд за групу „Н“ и постигао треће место у овом шампионату.
2012. година је изузетно значајна за његову каријеру јер је постао европски првак у тркама на брдским стазама (FIA European Hill Climb Championship). Однео је победу и постигао рекорд стазе у осам од укупно десет трка колико је возио и стекао недостижну предност још на трци у Швајцарској. Титулу је прославио у хрватском Бузету пред 15.000 гледалаца.
2013. имао је одличну дебитантску сезону у Европском купу туринг аутомобила (ЕТСС) коју је завршио као трећепласирани у најјачој “S2000 класи” у сарадњи са Campos Racing Team под називом NIS Petrol racing team. Најбоље резултате остварио је у Салцбургу где је победио у једној трци и то за воланом Seat Leon TFSI S2000, док је у последње две трке сезоне возио Chevrolet Cruze S2000.

## WTCC
Године 2014. Душан први пут вози FIA WTCC у TC1 класи у RML Chevrolet Cruze са Campos racing team-ом под називом NIS Petrol racing team по имену генералног спонзора НИС Газпром Нефт.

## Награде
- треће место у Шампионату Европе на брдским стазама (2011)
- шампион Европе на брдским стазама (2012)
- трећепласирани у Европском купу туринг аутомобила (ЕТСС) (2013)
- најбољи резултат у Светском Туринг Шампионату друго место на стази Сузука у Јапану (2014)
- европски шампион ФИА Европског купа туринг аутомобила (ЕТЦЦ) (2015)
- дванаест националних шампионских титула;
- три златне кациге;
- Дијамантска кацига (најмлађи освајач ове највеће награде у историји аутомобилског спорта);
- преко 300 трофеја;
- освајач 52. Србија Релија (2019)
- Шампион ТЦР Источне Европе (2020)
- освајач 53. Србија Релија (2020)
- освајач 55. Србија Релија (2022)